# جزیره اسرارآمیز (فیلم مجموعه‌ای)
جزیره اسرارآمیز (انگلیسی: Mysterious Island) یک فیلم مجموعه‌ای آمریکایی با ۱۵ فصل است که بر پایهٔ رمان جزیره اسرارآمیز اثر ژول ورن ساخته و در سال ۱۹۵۱ منتشر شد. همچون رمان اصلی ماجراهای فیلم در سال ۱۸۶۵ روی می‌دهد اما فیلم‌نامه‌نویسان کلمبیا پیکچرز موجودات فضایی ساکن عطارد را به عنوان شخصیت‌های منفی و شرور در فیلم گنجاندند. این فیلم مجموعه‌ای را نسخهٔ اپرای فضایی از رمان ژول ورن نامیده‌اند.

## گزیدهٔ بازیگران
- مارشال رید
- فرانک اِلیس
- برنی همیلتون
- استنلی بلایستون
- تام تایلر